# LAC-UFPR/COPEL
LAC-UFPR/COPEL (conhecido como Laboratório Central de Eletrotécnica e Eletrônica) é uma cooperação entre a Universidade Federal do Paraná - UFPR - e a Companhia Paranaense de Energia - COPEL. O LAC foi criado para ser um centro de Pesquisa e desenvolvimento, com a finalidade de dar suporte à UFPR e à COPEL, sediado inicialmente no Campus da UFPR (Centro Politécnico da UFPR).